# Todesfall Martin Lee Anderson
Der Todesfall Martin Lee Anderson führte zu weitreichenden Veränderungen im Strafvollzug der Vereinigten Staaten. Der schwarze US-Amerikaner Martin Lee Anderson (1991–2006) starb 2006 in einem Bootcamp in Panama City (Florida), nachdem ihn sieben seiner Erzieher drangsaliert hatten.

## Tathergang
Der damals 14 Jahre alte Afroamerikaner Martin Lee Anderson war in einem Jugenderziehungslager, einem sogenannten Bootcamp, in Panama City untergebracht. Am 5. Januar 2006 sollte er im Rahmen des Programms laufen. Anderson bat um eine Verschnaufpause, da er Atemnot habe und ihm schwindelig sei. Die sieben Aufseher begannen, ihn zu treten und zu schlagen. Anderson wurde gezwungen, Ammoniak aus Kapseln zu inhalieren. Die Misshandlungen geschahen in Gegenwart einer Krankenschwester, die zunächst nicht eingriff, und vor laufender Überwachungskamera. Nach einiger Zeit untersuchte die Krankenschwester den Jungen. Er wurde mit einem Krankenwagen ins Bay Medical Center in Panama City gebracht. Dort starb Martin Lee Anderson am Morgen des 6. Januar 2006.

## Ermittlungen
Nach einer ersten Obduktion in Bay County wurde behauptet, Anderson sei an einer seltenen Form der Sichelzellenanämie verstorben. State Attorney Mark Ober wurde von Gouverneur Jeb Bush mit den Ermittlungen im Fall Martin Lee Anderson beauftragt. Er ordnete eine erneute Autopsie an. Am Hillsborough County nahm der Gerichtsmediziner Vernard I. Adams diese zweite Untersuchung vor und kam zu dem Ergebnis, dass Anderson nach den Torturen durch die Aufseher erstickt war.

## Prozess
Das Gericht in Panama City sprach 2007 die sieben Wachleute und die Krankenschwester vom Vorwurf des Totschlags frei. Die Jury bestand nur aus Weißen. Gina Jones, die Mutter von Lee Anderson, verließ nach dem Urteilsspruch der Geschworenen empört den Gerichtssaal und rief: „Ich kann meinen Sohn nie mehr sehen. Das Urteil ist falsch!“ Ihr Anwalt, Benjamin Crump, sagte nach dem Urteil: „Wenn du einen Hund tötest, kommst du ins Gefängnis. Wenn du einen kleinen schwarzen Jungen tötest, passiert nichts.“
Bei einer Verurteilung wegen Totschlages hätte den acht Angeklagten bis zu 30 Jahre Haft gedroht.
Der beteiligte Instruktor Helms sagte dem Sender ABC, Anderson habe seinen Lauf verweigert und sei unkooperativ gewesen. Er sagte weiter, er und seine Leute hätten Standardmethoden des unmittelbaren Zwangs (englisch: standard law enforcement techniques) angewendet. Laut Helms Aussage wollten die Instruktoren herausfinden, ob Anderson simuliere, was in den Programmen sehr häufig vorkomme.
Zeitgleich mit dem Prozess wurde eine Untersuchung der Boot-Camps durch den Kongress durchgeführt. Die Untersuchung kam zu dem Ergebnis, dass es allein im Jahr 2005 mehr als 1600 dokumentierte Fälle von Kindesmisshandlung in den Camps gab und dass seit 1990 zehn Kinder dort umgekommen waren.

## Veränderungen im Jugendstrafvollzug
Der Tod Martin Andersons löste in Florida eine Diskussion um die staatlichen Jugenderziehungsmaßnahmen aus. Zum Zeitpunkt des Todesfalls waren rund 130 Jugendliche in staatlich betriebenen Bootcamps untergebracht. 180 Beschwerden bezüglich des Panama City Boot Camp gingen bis zu dem Zeitpunkt ein, als Anderson starb.
Im April 2006 beschloss Florida, die fünf staatlichen Jugend-Bootcamps zu schließen. Sie wurden durch das weniger militaristische STAR Program ersetzt. Es wurden gesetzliche Richtlinien erlassen, die erzieherische Maßnahmen in derartigen Programmen regeln. Der Einsatz von Chemikalien wie namentlich Ammoniak wurde ausdrücklich auf Fälle beschränkt, in denen sie medizinisch geboten sind. Jugendliche mit Sichelzellenanämie sind ausdrücklich von derartigen Programmen ausgenommen.
Das Gesetz, welches diese Veränderungen festlegt, wurde Martin Lee Anderson Act benannt.